# باشگاه فوتبال کالیاری
باشگاه فوتبال کالیاری (به ایتالیایی: Cagliari Calcio) یک باشگاه حرفه‌ای فوتبال در سری آ ایتالیا است که در شهر کالیاری در کشور ایتالیا قرار دارد. این باشگاه در سال ۱۹۲۰ بنا نهاده شد.
کالیاری سابقه یک قهرمانی در لیگ ایتالیا را در کارنامه دارد؛ آن‌ها موفق شدند در فصل ۷۰–۱۹۶۹ و در زمانی که لوئیجی ریوا، بهترین گل‌زن تاریخ تیم ملی فوتبال ایتالیا را در اختیار داشتند، فاتح اسکودتو شوند. این قهرمانی هم‌چنین نخستین قهرمانی یک تیم از جنوب رم به حساب می‌آمد. رنگ پیراهن کالیاری، آبی و قرمز است. از فصل ۱۸–۲۰۱۷، این تیم به طور موقت بازی های خانگی‌اش را در ورزشگاه ساردینیا آرنا برگزار می‌کند؛ این ورزشگاه در مجاورت ورزشگاه جدید کالیاری قرار دارد که قرار است تا سال ۲۰۲۱ افتتاح شود.
بهترین عملکرد اروپایی باشگاه در فصل ۹۴–۱۹۹۳ جام یوفا  رقم خورد؛ جایی که کالیاری به نیمه نهایی این رقابت ها راه یافت اما با شکست مقابل اینتر میلان، از صعود به فینال بازماند.

## بازیکنان مشهور
• لوئیجی ریوا
• فدریکو مارکتی
• رجا ناینگولان
• داویده آستوری
• خواکین لاریوی